# Södra Fågelås församling
Södra Fågelås församling var en församling i Skara stift och i Hjo kommun. Församlingen uppgick 2006 i Fågelås församling. 

## Administrativ historik
Församlingen bildades 14 mars 1902 genom en utbrytning ur Fågelås församling som därefter namnändrades till Norra Fågelås församling.
Församlingen var till 1989 annexförsamling i pastoratet Norra Fågelås och Södra Fågelås som även från 1962 omfattade Brandstorps församling. Från 1989 till 2006 annexförsamling i pastoratet Hjo, Mofalla, Norra Fågelås och Södra Fågelås som till 2002 även omfattade Grevbäcks församling och de sista åren möjligen Korsberga och Fridene församlingar. Församlingen uppgick 2006 i Fågelås församling.

## Kyrkor
- Södra Fågelås kyrka